# دوري السوبر الأوغندي 1999
دوري السوبر الأوغندي 1999 (بالإنجليزية: 1999 Uganda Super League)‏ هو موسم من دوري السوبر الأوغندي. أشرف على تنظيمه اتحاد أوغندا لكرة القدم، وكان عدد الأندية المشاركة فيه 22، وفاز فيه نادي ناكيفوبو فيلا.